# Фрізенгайм (Рейнланд-Пфальц)
Фрізенгайм (нім. Friesenheim) — громада в Німеччині, розташована в землі Рейнланд-Пфальц. Входить до складу району Майнц-Бінген. Складова частина об'єднання громад Райн-Зельц.
Площа — 3,47 км2. Населення становить 708 ос. (станом на 31 грудня 2020).

## Галерея

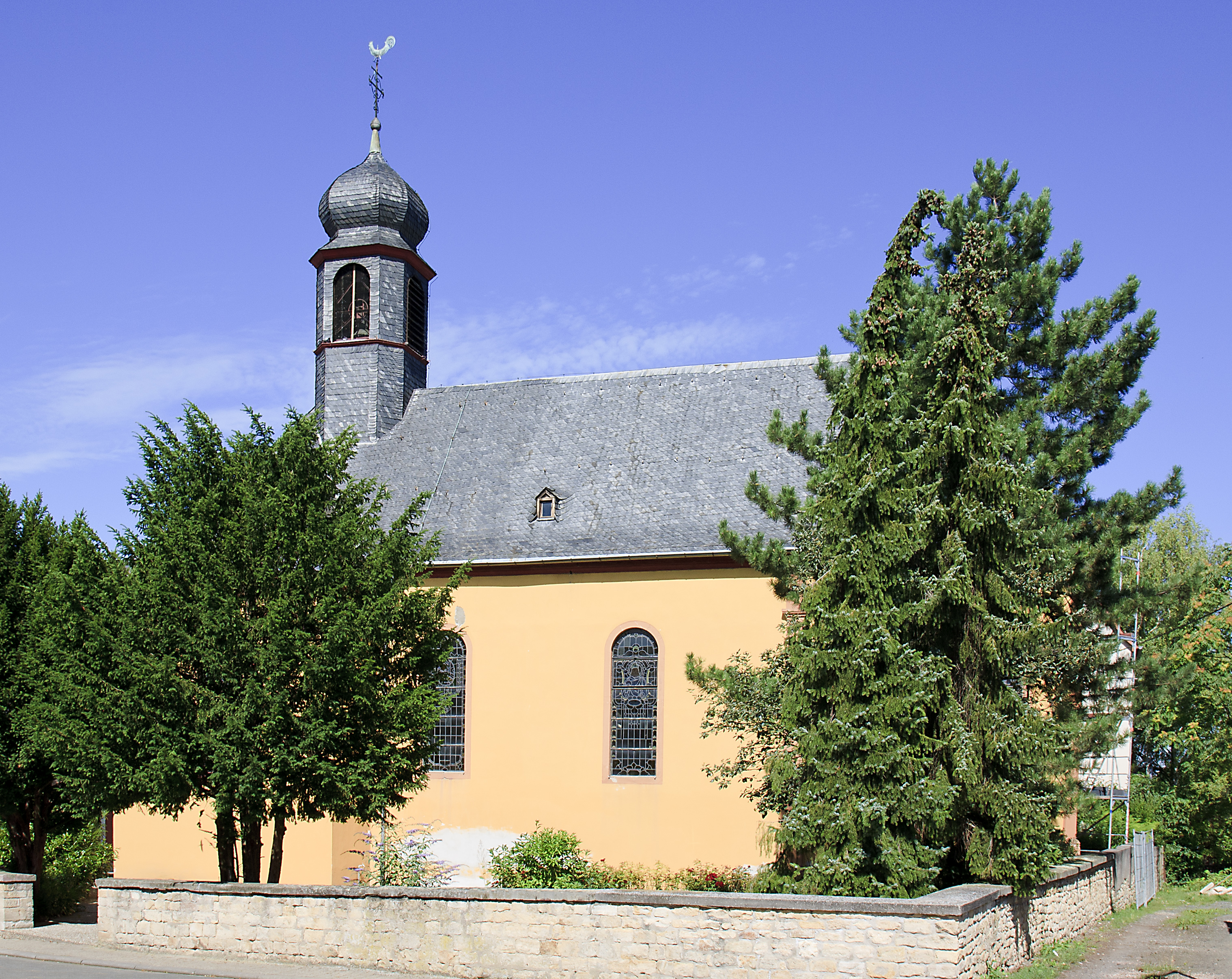
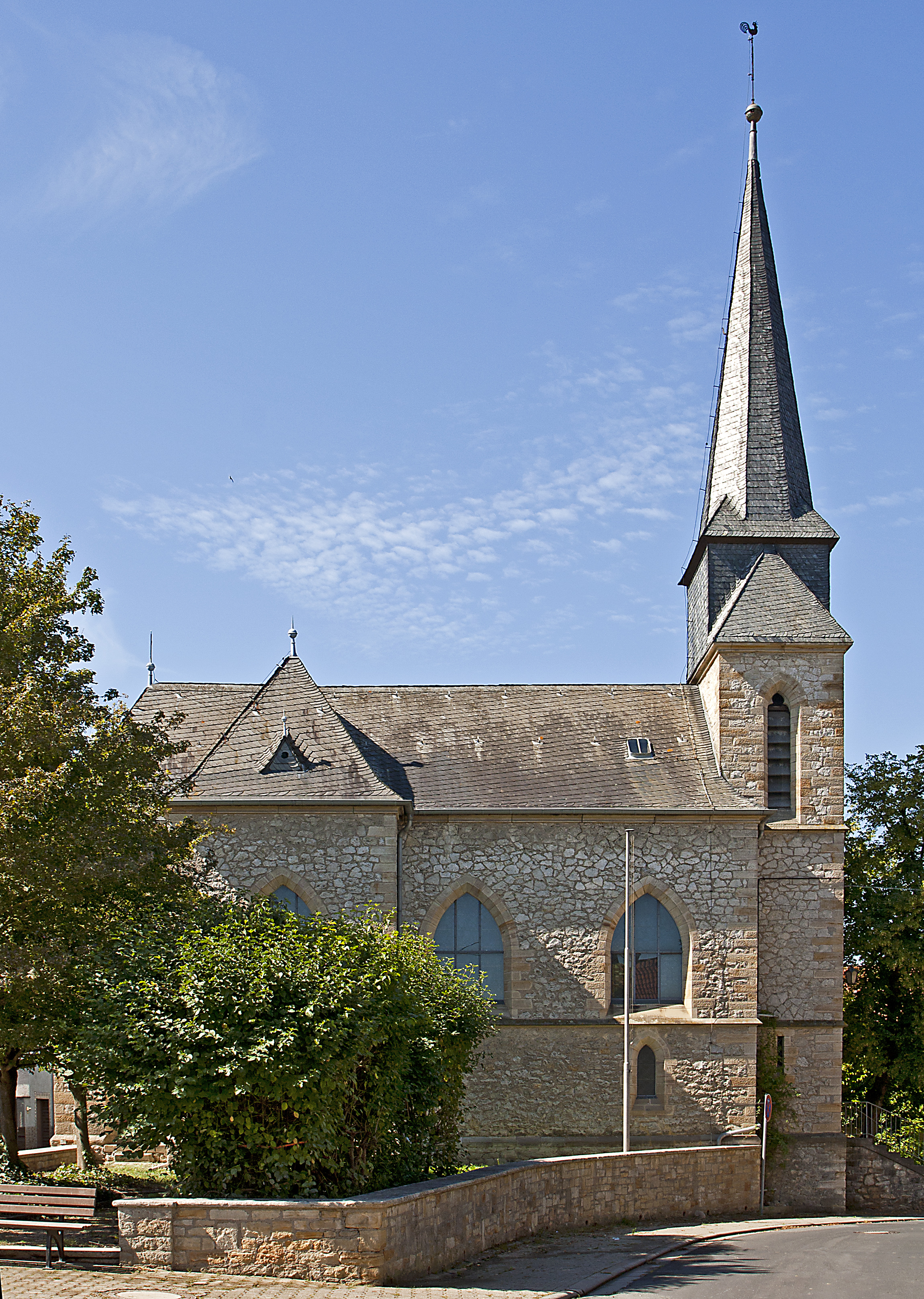
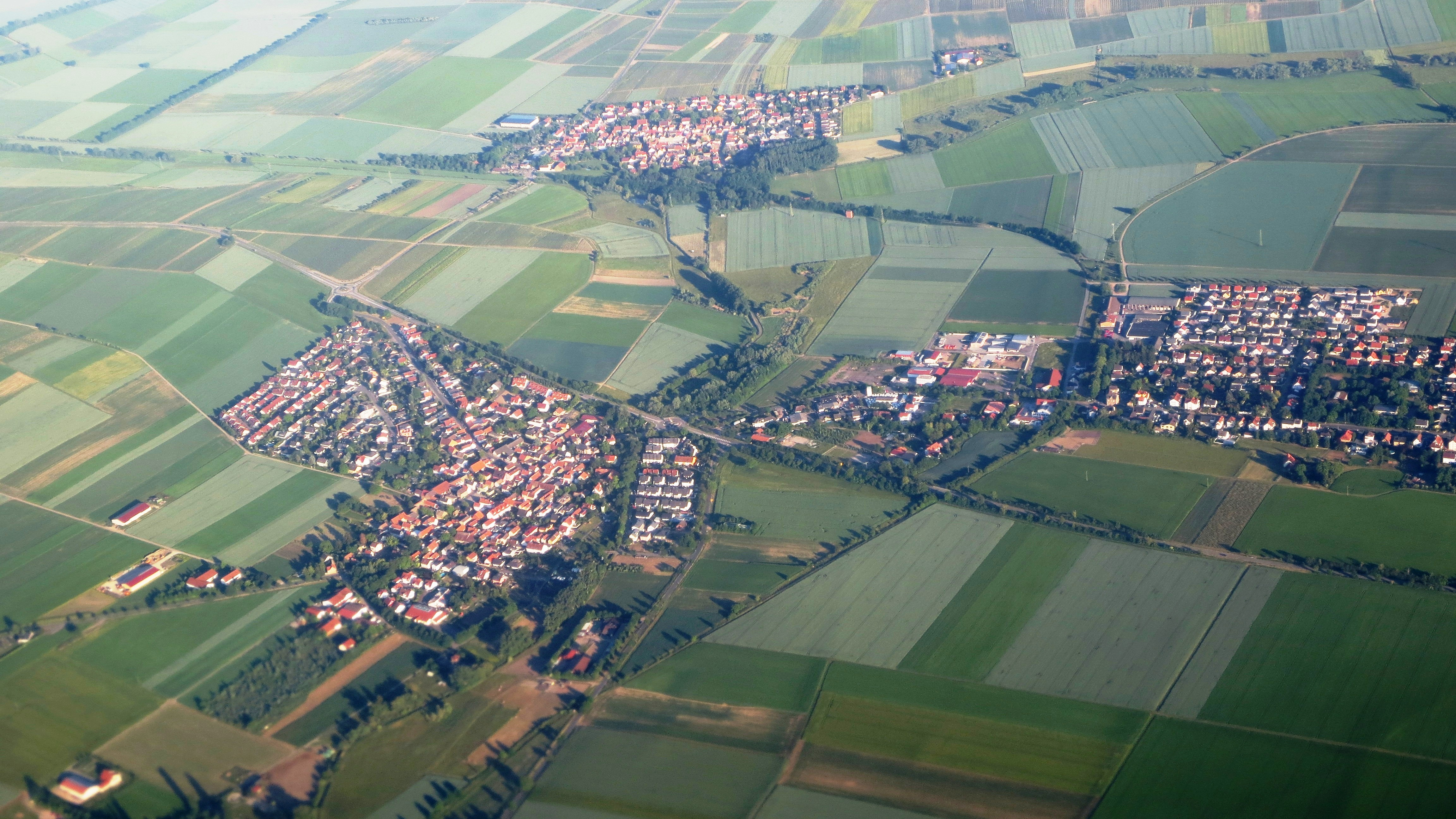